# Vivo per...
Vivo per... è  l'album di debutto del  gruppo musicale italiano O.R.O.

## L'album
L'album fu pubblicato dall'etichetta di Caterina Caselli (Sugar Music) nel gennaio 1995 e conteneva alcuni brani che ottennero soddisfacenti risultati di vendite e passaggi in radio.
Nell'autunno dello stesso anno con il brano Vivo per... gli O.R.O. vinsero Sanremo Giovani e furono invitati di diritto a partecipare alla sezione nuove proposte di Sanremo 1996.
Del primo singolo L'amore è   fu prodotto anche l'unico video tratto da questo album e diretto da Armando Gallo, già fotografo e biografo dei Genesis.
Il brano Amici fu, per alcuni mesi del 1995, la sigla dell'omonima trasmissionecondotta da Maria De Filippi su Canale 5.
Il brano più celebre tratto da questo album, e anche dell'intera discografia degli O.R.O, è Vivo per... (musica di Mario Manzani produttore della band, Valerio Zelli e Mauro Mengali; testo di Anna Maria Alibani) che, a pochi mesi dalla pubblicazione fu re-interpretata  da Andrea Bocelli  in duetto con Giorgia Todrani.  L'interpretazione di  Bocelli e Giorgia, caratterizzata dall'alternarsi di una voce maschile ed una femminile, rese necessaria la stesura di un nuovo testo; il titolo fu perciò modificato in Vivo per lei e le parole di questo adattamento furono scritte dal cantautore Gatto Panceri.
L'album contiene anche una cover in italiano del brano A Salty Dog dei Procol Harum con il titolo Un angelo in più.
Tutti i brani sono composti dagli O.R.O. ad eccezione di L'amore è (Cesare Chiodo - Alessandro Rosati - Anna Maria Alibani) e Un angelo in più (Keith Reid - Gary Brooker - A.M. Alibani)

## Tracce
1. Vivo per... – 4:30
2. La vuoi, lo vuoi – 4:54
3. L'amore è – 4:55
4. Per te per noi – 3:58
5. Amici – 4:47
6. L'amore non è – 4:48
7. Un angelo in più (A Salty Dog) – 3:58
8. Donne in amore – 3:50
9. Un amore in due – 4:38
10. Amicamore – 4:15
11. La Rabbia – 5:08
12. Amico F (instrumental) – 5:10
13. L'amore è (unplugged) – 4:10
14. Vivo per...(Karaoke version) – 4:30